# Jacob Christian Lindberg
Jacob Christian Lindberg (14. januar 1797 i Ribe – 10. december 1857) var en dansk præst og politiker.

## Baggrund
Han var en søn af Niels Lindberg, residerende kapellan ved domkirken i Ribe og sognepræst til Seem, og Ane Magdalene født Jacobsen. Otte år gammel kom han i byens lærde skole, fra hvilken han 1815 afgik til universitetet. Efter at Anden Eksamen var overstået, fik han plads på Valkendorfs Kollegium, og han kastede sig derpå med stor iver ikke alene over teologien, men også, under biskop Hunters vejledning, over numismatik og epigrafik; og for med tiden selv at kunne udføre billederne til de lærde numismatiske og epigrafiske afhandlinger, han håbede at komme til at skrive, øvede han sig også i træskærerkunsten. 1822 tog han med glans teologisk attestats. Samme år blev han adjunkt ved Metropolitanskolen og optrådte også for første gang som forfatter, i det han, med skolernes og de studerendes tarv for øje, udgav en hebraisk Krestomathi, en hebraisk grammatik (2. oplag 1828) og en grammatisk analyse til Genesis. to år efter skrev han i Münters Miscellanea Hafniensia en afhandling om nogle puniske mønter, som vakte opsigt i den udenlandske lærde verden, og vejen til universitetets hebraiske lærestol syntes at ligge ham åben.

## Kirkelig stridsmand
Men der var i den unge lærde ikke alene tømmer til en videnskabsmand; den vestjyske præsts søn var tidlig blevet grebet af kristendommen, og han brændte af længsel efter at værge den gammeldags tro over for det moderne fritænkeri og rationalismens mange omtydninger. I sin studentertid havde Lindberg hørt til den lille flok af akademikere, der slog kreds om Baggesen, og da Grundtvig under kampen mod "Tylvten" også stillede sig på Baggesens side, kom den unge numismatiker under denne mægtige ånds påvirkning, og han blev for Grundtvig, ikke hvad Philipp Melanchthon var for Luther, men hvad Matthias Flacius ville være blevet, hvis han havde haft Melanchthons historiske stilling. Da Grundtvig og Rudelbach 1825 begyndte udgivelsen af Theologisk Maanedsskrift, var Lindberg den tredje i kløverbladet, og da Kirkens Gjenmæle udkom, trådte han frem på den kirkelige kampplads, fuldt rustet både med kristen tro og gammelluthersk fasthed. Skønt han indså, at alle akademiske sunde ville lukke sig for ham, hvis han stillede sig ved siden af "Bibelens ensomme Kæmpe", betænkte han sig ikke, men skrev først nogle Bemærkninger i Anledning af Kirkens Gjenmæle (1825) og senere: Hvad er Kristendom i Danmark? Med Hensyn på Professor Paulsens, Etatsraad Ørsteds og de danske Biskoppers Ytringer om de symbolske Bøgers Myndighed og Præsteedens Betydning i Danmark, besvaret (1826). Dermed indledede han en polemik, der var lige så ihærdig som hvas, og da Grundtvig efter Hof- og Stadsrettens dom trak sig tilbage, fortsatte Lindberg kampen med den største energi.

Først var professor Clausen genstand for skarpe angreb, der kulminerede i skriftet: Er Dr., Prof. theol. H. N. Clausen en ærlig Lærer i den kristne Kirke? (1829). Efter at der for længst var groet mos på Lindbergs gravhøj, erklærede Clausen, at denne modstander var ham en psykologisk mærkværdighed. 
| Citat | Han forstod | Citat |
|       |             |       |

, skriver Clausen (Optegnelser side 117), 
| Citat | med uopslideligt, prokuratorisk Talent at holde Striden stående i fem samfulde år. Så ofte som den syntes at ville dø hen, var han til rede med et nyt Flyveskrift; han var uudtømmelig på Variationer over det samme Thema, og han vidste at spekulere i Læsemængdens Smag ved pikante Titler og de mest nærgaaende Sigtelser. | Citat |
|       | |       |

 Og denne virtuos i polemikken var Clausen "meget besværlig". Det ovennævnte skrift med den nærgående titel blev først undertrykt af censuren, og det blev overdraget generalfiskalen (embedsmand, der fungerede som øverste statsanklager) at anlægge sag mod forfatteren. Men dommen, der faldt 19. januar 1830, gik ud på, at tiltalte burde være fri for generalfiskalens tiltale i denne sag, hvorpå det undertrykte skrift blev frigivet og læst med så stor begærlighed, at der i 8 dage udkom tre oplag af det. Da tiltalen var rejst, blev Lindberg suspenderet fra sin adjunktstilling; da frifindelsen kom, blev han efter ansøgning i nåde entlediget fra sit embede (1830).
I de næste 14 år levede han som privatmand i København, optaget af lærde studier og kirkelige stridigheder. 1828 havde han erhvervet magistergraden ved en epigrafisk afhandling; 1830 udarbejdede han Katalog over Etatsråd B. Thorlacius’ Mønt- og Antikvitetssamling, og i de følgende år godtgjorde han på flere måder sin numismatiske og epigrafiske lærdom. Men hans hovedsyssel var angreb på rationalismen i dens forskellige forklædninger og forsvar for Lutherdommen og den ejendommelige kristendomsopfattelse, Grundtvig efterhånden udviklede. I Maanedsskrift for Kristendom og Historie (1830-32) og navnlig i Den nordiske Kirketidende (1833-40), foruden i flere flyveskrifter, brugte han uforfærdet sin spidse pen til angreb og forsvar. præsterne Peter Christian Stenersen Gad, C.H. Visby og stiftsprovst H.G. Clausen blev i løbet af få år kaldte frem til regnskab for deres egenmægtige ændringer i liturgierne, når de stod for alteret og ved døbefonten, og til tider fik denne kirkekamp udseende af en familiefejde, fordi flere af de angrebne ikke alene var sammenknyttede ved rationalismens, men også ved slægtskabets bånd. Men samtidig rakte Lindberg en trofast broderhånd til den overvintrede kristendom, der dengang gav sig livstegn blandt almuen ved de gudelige forsamlinger i Jylland og Fyn, og trods Grundtvigs betænkeligheder holdt han i sin bolig i "Lille Rolighed" på Kalkbrænderiet forsamlinger for småborgere og håndværksfolk, som længtes efter en forkyndelse, der bar et tydeligere kristeligt præg. Disse kalkbrænderiforsamlinger var vuggen for den frie menighed, der senere samlede sig om Grundtvig i Frederiks tyske kirke og Vartov Hospital, og ved dem blev der også givet stød til en hyppigere og lødigere salmesang i hjemmene og i kirkerne. 1831 udgav Lindberg både Nogle danske og tyske Salmer til Brug ved Husandagt og samlingen Zions Harpe.

## Sognepræst
I begyndelsen af 1844 blev Lindberg uden ansøgning, men ikke mod sin vilje, kaldet til sognepræst i Tingsted på Falster, og i den idylliske landsbypræstegård, som han selv lod opføre, fuldendte han sit livs hovedværk, en ny oversættelse af det gamle og det nye testamente, uden de gammeltestamentlige apokryfer, som han ikke fik tid til at oversætte. I løbet af 16 år (1837-53) blev dette arbejde, der udkom i hæfter, fuldført, og derved fik den danske kirke en gengivelse af det bibelske ord, der vel ikke er uden små unøjagtigheder og store smagløsheder, men som, hvor oversætteren når højest, har noget af den lutherske oversættelses vårfriskhed og folkelige tone over sig. Og ved den blev den hellige skrift daglig læsning i mange danske huse (2. oplag 1857-58).
Idyllen i Tingsted blev dog af og til forstyrret ved svage dønninger af kirkestriden i København, idet den ovennævnte præst Gad, som Lindberg i sin tid havde angrebet for hans færd ved Herrens alter, blev biskop over Lolland-Falster og derved hans foresatte. Men Lindberg følte sig trods alt så lykkelig i Tingsted, at hverken Christian 8.’s tilbud om den sjællandske greve og kildebrønde eller Monrads om det lollandske Dannemare og Tillitse kunne friste ham, og da koleraen 1853 hærgede hans menighed, viste han sig som "de angrebnes Læge og utrættelige Sygevogter".

## Politisk virke
Fra den falsterske præstegård havde han også med livlig deltagelse fulgt den politiske udvikling. Som Grundtvig var han oprindelig en konservativ af det reneste vand, fuld af beundring for enevælden; dog var der den nuanceforskel mellem ham og Grundtvig, at den højtdannede Christian 8. nærmest var hans ideal af en enevældig fyrste, medens Grundtvig, som bekendt, især var begejstret for den landsfaderlige Frederik 6.. I mange år betragtede han den politiske liberalisme og radikalisme som et vanvittigt forsøg på at få træer til at vokse med toppene nedad og rødderne opad; men som Grundtvig blev også han ved forholdenes magt omskabt til en ven af frihed og lighed. 26. februar 1853 mødte han på tinge som folketingsmand for Nakskov, 27. maj samme år blev han genvalgt, og han vedblev at være medlem både af Rigsdagen og Rigsrådet lige til sin død. Sin rigsdagsvirksomhed ofrede han mange kræfter; han tog ofte ordet og var medlem af mange udvalg og livlig interesseret i flere af de store statsretlige og nationale spørgsmål, der satte sindene i bevægelse.
1857 brød han op fra Tingsted for at overtage præstegerningen i Lille Lyndby og Ølsted i Nordsjælland, men da var hans kraft brudt. Inden året var omme, døde han, 10. december 1857, i sin nye præstegård. Ved hans grav priste Grundtvig ham som "en trofast Ven, en udmærket dygtig Arbejder og en navnkundig Stridsmand for Vorherres gode Sag". – 1826 havde han ægtet Anna Cathrine Elisabeth Hansen (datter af destillatør J.P. Hansen), som han havde lært at kende og elske fra hendes tidligste ungdom.
- Mindesten i Skibelund Krat